# جوزيف كابلان
جوزيف كابلان (ولد في 2 أبريل 1986) هو لاعب كرة قدم سلوفاكي يلعب حاليا لنادي تاتران ليبتوفسكي ميكولاتش. يمكن اللعب كمهاجم وكوسط ميدان مهاجم.

## روابط خارجية
- جوزيف كابلان على موقع قاعدة بيانات كرة القدم.إي يو (الإنجليزية)
- جوزيف كابلان على موقع Soccerway.com (الإنجليزية)